# Kungurtug
Kungurtug (russisch Кунгурту́г; tuwinisch Куңгуртуг, Kunggurtug) ist ein Dorf (selo) in der Republik Tuwa in Russland mit 1467 Einwohnern (Stand 14. Oktober 2010).

## Geographie
Der Ort liegt etwa 250 km Luftlinie südöstlich der Republikhauptstadt Kysyl in einem Becken mit dem See Tere-Chol in seinem Zentrum, inmitten des Berglands nördlich des Sangilen-Kammes, der östlichen Fortsetzung des Tannu-ola-Gebirges. Er befindet sich am gleichnamigen Fluss Kungurtug, der 8 km nordöstlich in den Tere-Chol mündet, der wiederum weiter nordöstlich in den Balyktyg-Chem entwässert. Dieser fließt zuvor 5 km östlich des Dorfes vorbei und wird je nach Betrachtungsweise als Oberlauf oder linker Zufluss des Kleinen Jenissei (Kaa-Chem) angesehen. Im äußersten Südosten der Republik gelegen, ist Kungurtug etwa 35 km von der östlich verlaufenden Staatsgrenze zur Mongolei entfernt.
Kungurtug ist Verwaltungszentrum des Koschuuns (Rajons) Tere-Cholski sowie Sitz und einzige Ortschaft der Landgemeinde (selskoje posselenije) Schynaanski sumon. Das Dorf ist zwar das mit Abstand kleinste Koschuunzentrum der Republik, doch leben dort über drei Viertel der Einwohner des Koschuuns.

## Geschichte
Zehn Kilometer westlich des Dorfes befindet sich auf einer Insel im See Tere-Chol die Ruinenstätte Por-Baschyn, Überreste einer Anlage ungeklärter Nutzung des Uigurischen Kaganats im 8. Jahrhundert.
Am 25. Januar 1936 wurde der Tere-Cholski koschuun der Tuwinischen Volksrepublik mit Sitz im 25 km westlich gelegenen Dorf Tschirgalandy gebildet. Nach dem Anschluss der Republik an die Sowjetunion 1944 bestand der Koschuun als Rajon weiter, und sein Verwaltungssitz wurde 1949 an eine zuvor Chün-Chürtü (tuwinisch Хүн-Хүртү für „Sonnenstrahlen“, wie im Namen der Musikgruppe Huun-Huur-Tu) genannte Örtlichkeit verlegt, die dann als Kungurtuk oder auch Kungur-Tuk bezeichnet wurde. Dieses Jahr gilt als Gründungsjahr des Dorfes; die Umsiedlung großer Teile des Dorfes Tschirgalandy zog sich noch bis 1953 hin. Am 25. Februar 1953 wurde der Rajon jedoch aufgelöst und sein Territorium dem nördlich benachbarten Kaa-Chemski rajon mit Sitz im 170 km nordwestlich gelegenen Saryg-Sep angeschlossen, ab 1961 der Republikshauptstadt Kysyl und schließlich mit dessen Gründung am 11. Februar 1975 dem Kysylski rajon unterstellt, obwohl die Territorien nicht unmittelbar aneinandergrenzen. Am 23. Mai 2002 wurde der Tere-Cholski koschuun wieder als eigenständig ausgegliedert, mit Verwaltungssitz im Dorf Kungurtug in der heutigen Namensform.

### Bevölkerungsentwicklung
| Jahr | Einwohner |
| ---- | --------- |
| 2002 | 1835      |
| 2010 | 1467      |

Anmerkung: Volkszählungsdaten

## Verkehr
Kungurtug ist ganzjährig nur über den nordwestlich des Ortes gelegenen Flugplatz (ICAO-Code UNYK) erreichbar. In das Dorf führt die 250 km lange Winterstraße 93N-38, die in Ust-Buren am rechten Ufer des Kleinen Jenissei an der nächstgelegenen festen Straße beginnt, etwa 12 km flussaufwärts von Saryg-Sep. Die Straße folgt zunächst etwa 70 km dem Kleinen Jenissei weiter aufwärts, dann seinem linken Nebenfluss Ulug-Schiwei nach Süden und schließlich durch das Churumnug-Taiga-Bergland über mehrere Pässe in südöstlicher Richtung.